# Réserve faunique de la Rivière-Cascapédia
La réserve faunique de la Rivière-Cascapédia est une réserve faunique du Québec (Canada), située dans les régions de la Gaspésie–Îles-de-la-Madeleine et du Bas-Saint-Laurent.

## Géographie
Le territoire de la réserve faunique de la Rivière-Cascapédia couvre une superficie de 20 km2 le long de la rivière Cascapédia et de son affluent, la branche du Lac, ce qui représente 118 km de cours d'eau,. Il est situé dans l'Est du Québec dans la région de la Gaspésie–Îles-de-la-Madeleine dans les municipalités régionales de comté de Bonaventure, d'Avignon, de La Matapédia et de Matane. En fait, le territoire de la réserve faunique s'étend 60 m de chaque côté de la rivière et est bordé au nord par le parc national de la Gaspésie.

## Histoire
La réserve a été créée en 1982.